# دابل چیکن پلیز
دابل چیکن پلیز (انگلیسی: Double Chicken Please) یا به اختصار دی‌سی‌پی یک بار کوکتل در لوئر ایست ساید منهتن در نیویورک است.
این بار در سال ۲۰۲۰ تأسیس شد و در فهرست ۵۰  بار برتر جهان در سال ۲۰۲۳ در جایگاه دوم قرار گرفت. بار از دو بخش تشکیل شده است. سالن اصلی جلویی که کوکتل‌های بشکه‌ای سرو می‌کند که به عنوان کوکتل‌های پیش‌نوش نیز شناخته می‌شود و نیازی به رزرو قبلی ندارد و سالن پشتی یا کوپ که کوکتل‌های دست‌ساز را با الهام از غذاهایی مانند سوبای سرد ژاپنی، پای لیموی کی، و برنج چسبناک انبه را به همراه کوکتل‌های کلاسیک سرو می‌کند. همراه با کوکتل‌های اینچنینی، این رستوران ساندویچ‌های مرغ سرخ‌شده به سبک تایوانی به‌همراه زرده تخم‌مرغ نمک‌زده یا لایه‌ای از موچی را به همراه چند غذای دیگر سرو می‌کند.